# Cantone di Commercy
Il Cantone di Commercy è una divisione amministrativa dell'arrondissement di Commercy.
A seguito della riforma approvata con decreto del 17 febbraio 2014, che ha avuto attuazione dopo le elezioni dipartimentali del 2015, è passato da 19 a 14 comuni.

## Composizione
I 19 comuni facenti parte prima della riforma del 2014 erano:
- Boncourt-sur-Meuse
- Chonville-Malaumont
- Commercy
- Cousances-lès-Triconville
- Dagonville
- Erneville-aux-Bois
- Euville
- Frémeréville-sous-les-Côtes
- Geville
- Girauvoisin
- Grimaucourt-près-Sampigny
- Lérouville
- Mécrin
- Nançois-le-Grand
- Pont-sur-Meuse
- Saint-Aubin-sur-Aire
- Saint-Julien-sous-les-Côtes
- Vadonville
- Vignot

Dal 2015 i comuni appartenenti al cantone sono i seguenti 14:
- Boncourt-sur-Meuse
- Chonville-Malaumont
- Commercy
- Euville
- Frémeréville-sous-les-Côtes
- Girauvoisin
- Grimaucourt-près-Sampigny
- Geville
- Lérouville
- Mécrin
- Pont-sur-Meuse
- Saint-Julien-sous-les-Côtes
- Vadonville
- Vignot